# Vejen til Paradis
|  | Denne artikel er oprettet af botten PalnaBot ud fra en ekstern database. Den kan derfor have sproglige fejl eller mangler. Denne skabelon kan fjernes efter kontrol af indholdet. |

Vejen til Paradis er en kortfilm instrueret af Johan Knattrup Jensen efter eget manuskript.

## Handling
Johan vil se, hvad der skal til for at blive en myte. Så han følger i fodsporene på Eik Skaløe, forsangeren i Steppeulvene, som tog sit liv i Indien i 1968. Og helst hele vejen. Luksusdyret Mikkel er ikke så vild med Johans wild life-eksperimenter, men tager alligevel med på en tur, der bringer de to danske mænd rundt i et magisk, vildt og uforudsigeligt Indien. Et vanvittigt trip - kun for forrykte.